# ラナ・ターナー
ラナ・ターナー(英語: Lana Turner, 1921年2月8日 - 1995年6月29日)は、アメリカ合衆国アイダホ州出身の女優。タイトなセーターでグラマーさを強調したセクシー女優。「セーター・ガール」という愛称でスターになった。

## 来歴
本名はJulia Jean Turner（ジュリア・ジーン・ターナー）。養父母の元で育つなど家庭環境は複雑だった。15歳の時にハリウッドのアイスクリーム・パーラーで見出され（と言われているが真相は不明）メトロ・ゴールドウィン・メイヤーと契約。1937年から端役で映画に出始め、徐々に頭角を現してゆく。第二次世界大戦中には最も人気のあるピンナップ・ガールだった。

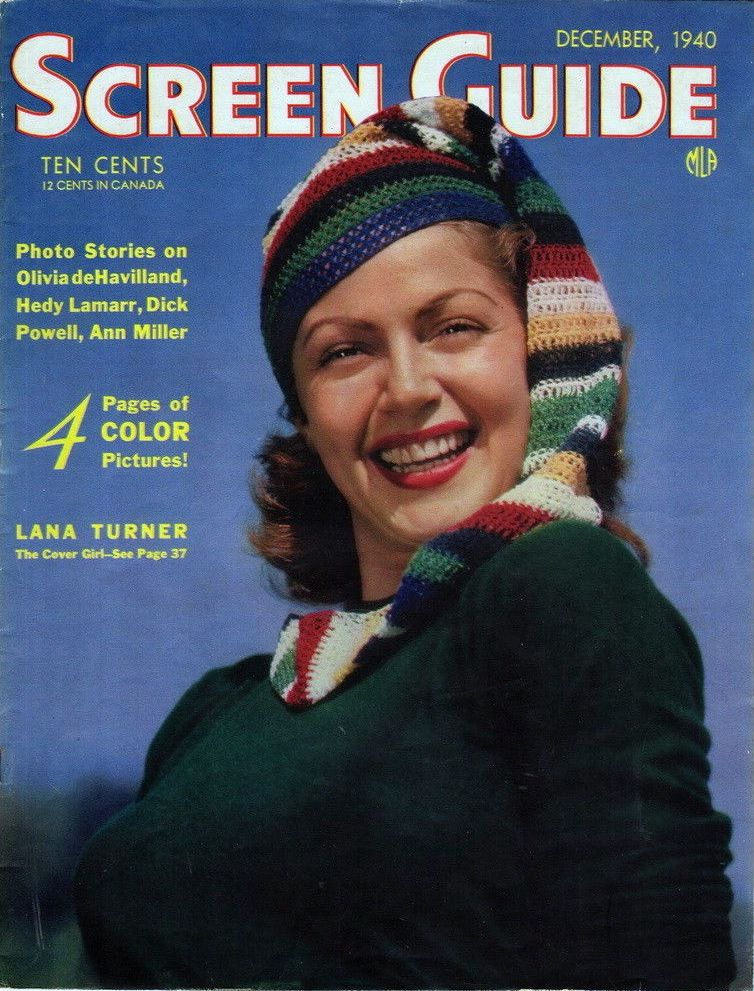
1940年

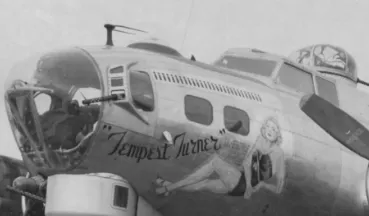
B-17のノーズアートになったターナー（1944年）

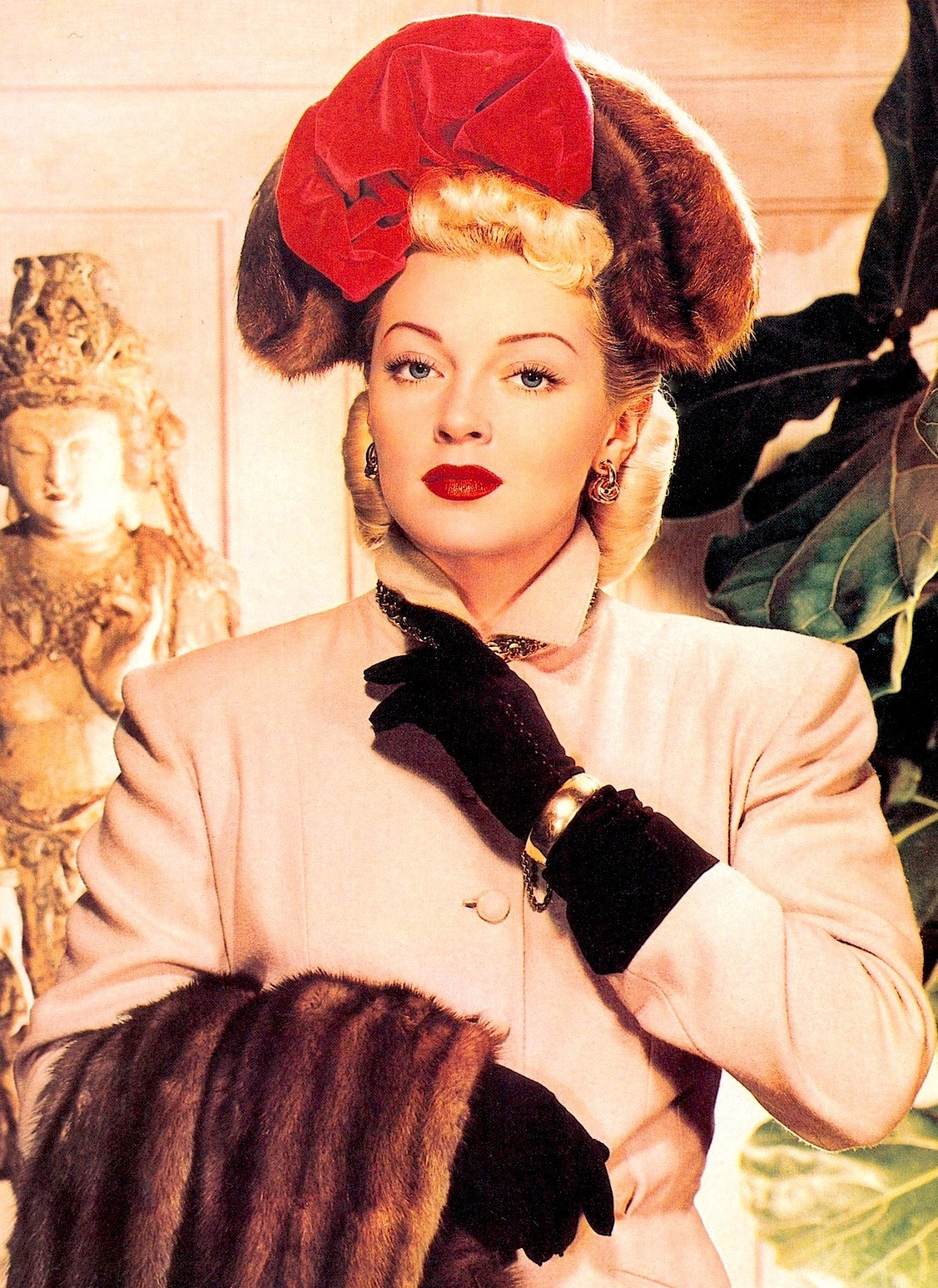
1946年

1946年、『郵便配達は二度ベルを鳴らす』に出演、愛人をそそのかして自分の夫を殺させる悪女を演じ、スターの座を不動のものにする。
プライベートでは7人の男性と結婚し、クラーク・ゲーブルやタイロン・パワー、ハワード・ヒューズ、フランク・シナトラを初めとする多くのボーイフレンドを持ったことで有名。ショーン・コネリーとも愛人関係にあった。また1958年には、彼女の娘シェリル（二度目の夫との子）が当時のラナの愛人であったジョニー・ストンパナート（ギャングのボディ・ガードであり、ラナに暴力を振るっていた）を刺殺するという事件も起きており、スキャンダルの多い女優であった（当時のラナとジョニーは『L.A.コンフィデンシャル』の劇中に登場する。ラナ役はブレンダ・バーキが演じている）。
事件はシェリルの正当防衛ということで無罪となり、事件後のラナは母ものメロドラマの主役として、イメージを転換した。8度の結婚と離婚を繰り返し、長い闘病生活の後死去。74歳没。

## 主な出演作品
- 初恋合戦 -Love Finds Andy Hardy (1938)
- 美人劇場 -Ziegfeld Girl (1941)
- ジキル博士とハイド氏 -Dr. Jekyll and Mr. Hyde (1941)
- 郵便配達は二度ベルを鳴らす(日本未公開作品) -The Postman Always Rings Twice (1946)
- 三銃士 -The Three Musketeers (1948)
- 帰郷  -Homecoming (1948)
- 悪人と美女  -The Bad and the Beautiful (1952)
- メリイ・ウィドウ -The Merry Widow  (1952)
- 男の魂 The Sea Chase (1955)
- 雨のランチプール -The Rains of Ranchipur  (1955)
- ディアーヌ（英語版） (1956)
- 青春物語  -Peyton Place (1957)
- 世界を駆ける恋  -The Lady Takes a Flyer　(1958)
- 悲しみは空の彼方に -Imitation of Life (1959)
- 黒い肖像 -Portrait in Black (1960)
- アカプルコの出来事 -Love Has Many Faces (1965)
- 母の旅路 -Madame X (1966)